# Argia fraudatricula
Argia fraudatricula – gatunek ważki z rodziny łątkowatych (Coenagrionidae). Występuje na terenie Ameryki Południowej.